# Most na Panju u Donjemu Biteliću
Most na Panju u selu Donjem Biteliću, općina Hrvace, zaštićeno kulturno dobro.

## Opis dobra
Most je izgrađen nad Cetinom u razdoblju od 1895. – 1905. god. Ima sedam lučnih otvora na pilonima s uzvodnim i nizvodnim zaobljenim kljunom. Građen je od pravokutnog kamena ujednačene veličine. Ogradni zidovi mosta teku po cijeloj dužini, a između donjeg konstruktivnog dijela i ograde mosta umetnut je kameni vijenac. Most predstavlja izuzetnu gradnju kraja 19. st., a po konstrukciji i arhitektonskom izgledu srodan je s ostalim mostovima građenim u to vrijeme u Dalmaciji. Nizvodni i uzvodni izgled mosta zadržao je svoje izvorne oblike, te je srastao s okolinom u skladnu cjelinu.

## Zaštita
Pod oznakom Z-5029 zaveden je kao nepokretno kulturno dobro - pojedinačno, pravna statusa zaštićena kulturnog dobra, klasificirano kao "javne građevine".